# Station Les Yvris-Noisy-le-Grand
Station Les Yvris-Noisy-le-Grand is een spoorwegstation aan de spoorlijn Paris-Est - Mulhouse. Het ligt in de Franse gemeente Noisy-le-Grand in het departement Seine-Saint-Denis (Île-de-France).

## Geschiedenis
Het station werd op 9 februari 1857 geopend door de compagnie des chemins de fer de l'Est bij de opening van de sectie Nogent-sur-Marne - Nangis. Sinds 14 december 2003 wordt het station aangedaan door de RER E. In de aanloop daarvan zijn de perrons verhoogd van 55 cm naar 92 cm.

## Ligging
Het station ligt op kilometerpunt 23,843 van de spoorlijn Paris-Est - Mulhouse.

## Diensten
Het station wordt aangedaan door treinen van de RER E, tussen Haussmann Saint-Lazare en Tournan. Deze treinen rijden met een beperkt aantal stops tussen Magenta en Villiers-sur-Marne - Le Plessis-Trévise.

## Vorig en volgend station
| Richting                  | Vorig station                           | Lijn  | Volgend station                  | Richting   |
| ------------------------- | --------------------------------------- | ----- | -------------------------------- | ---------- |
| Haussmann Saint-Lazare E1 | Villiers-sur-Marne - Le Plessis-Trévise | RER E | Émerainville - Pontault-Combault | Tournan E4 |